# Bundesregierung Figl I
Die österreichische Bundesregierung Figl I, bis 20. November 1947 eine Dreiparteienregierung von ÖVP, SPÖ und KPÖ, dann eine (bis 1966 beibehaltene) ÖVP-SPÖ-Koalition, wurde nach der Nationalratswahl vom 25. November 1945 zusammengestellt und von Bundespräsident Karl Renner am Tag seiner Wahl, dem 20. Dezember 1945, ernannt. (Am 19. Dezember war das Bundes-Verfassungsgesetz wieder voll in Kraft getreten.) Die Regierung erklärte am 11. Oktober 1949 ihren Rücktritt und wurde von Renner bis 8. November 1949 mit der Fortführung der Geschäfte betraut.
| Bundesminister (für)                      | Amtsinhaber                                                                           | Partei                    | Staatssekretär                                               |
| ----------------------------------------- | ------------------------------------------------------------------------------------- | ------------------------- | ------------------------------------------------------------ |
| Bundeskanzleramt                          | Bundeskanzler Leopold Figl                                                            | ÖVP                       |                                                              |
| Bundeskanzleramt                          | Vizekanzler: Adolf Schärf (ohne Portefeuille)                                         | SPÖ                       |                                                              |
| Bundeskanzleramt                          | Bundesminister (für auswärtige Angelegenheiten) Karl Gruber                           | ÖVP                       |                                                              |
| Bundeskanzleramt                          | Bundesminister (im Bundeskanzleramt) Alois Weinberger (bis 11. Jänner 1947)           | ÖVP                       |                                                              |
| Bundeskanzleramt                          | Erwin Altenburger (ab 11. Jänner 1947)                                                | ÖVP                       |                                                              |
| Inneres                                   | Oskar Helmer                                                                          | SPÖ                       | Ferdinand Graf (ÖVP)                                         |
| Justiz                                    | Josef Gerö                                                                            | parteilos (SPÖ-nominiert) |                                                              |
| Unterricht                                | Felix Hurdes                                                                          | ÖVP                       |                                                              |
| Soziale Verwaltung                        | Karl Maisel                                                                           | SPÖ                       |                                                              |
| Finanzen                                  | Georg Zimmermann                                                                      | ÖVP                       |                                                              |
| Land- und Forstwirtschaft                 | Josef Kraus                                                                           | ÖVP                       |                                                              |
| Handel und Wiederaufbau                   | Eugen Fleischacker (bis 31. Mai 1946)                                                 | ÖVP                       |                                                              |
| Handel und Wiederaufbau                   | Eduard Heinl (seit 31. Mai 1946 bis 18. Februar 1948)                                 | ÖVP                       |                                                              |
| Handel und Wiederaufbau                   | Ernst Kolb                                                                            | ÖVP                       |                                                              |
| Volksernährung                            | Hans Frenzel (bis 11. Jänner 1947)                                                    | SPÖ                       |                                                              |
| Volksernährung                            | Otto Sagmeister (seit 11. Jänner 1947)                                                | SPÖ                       |                                                              |
| Vermögenssicherung und Wirtschaftsplanung | Peter Krauland                                                                        | ÖVP                       | Karl Waldbrunner (bis 28. März 1946, SPÖ)                    |
| Vermögenssicherung und Wirtschaftsplanung | Peter Krauland                                                                        | ÖVP                       | Franz Rauscher (seit 28. März 1946 bis 11. Jänner 1947, SPÖ) |
| Vermögenssicherung und Wirtschaftsplanung | Peter Krauland                                                                        | ÖVP                       | Karl Mantler (seit 11. Jänner 1947, SPÖ)                     |
| Verkehr                                   | Vinzenz Übeleis                                                                       | SPÖ                       |                                                              |
| Elektrifizierung und Energiewirtschaft    | Karl Altmann (bis 20. November 1947)                                                  | KPÖ                       |                                                              |
| Elektrifizierung und Energiewirtschaft    | Eduard Heinl (mit der Leitung betraut – seit 20. November 1947 bis 24. November 1947) | KPÖ                       |                                                              |
| Elektrifizierung und Energiewirtschaft    | Alfred Migsch (seit 24. November 1947)                                                | SPÖ                       |                                                              |

Von diesen ursprünglichen 17 Regierungsmitgliedern waren 12 ehemalige KZ-Häftlinge.